# Santa Eulalia (Waterhouse)

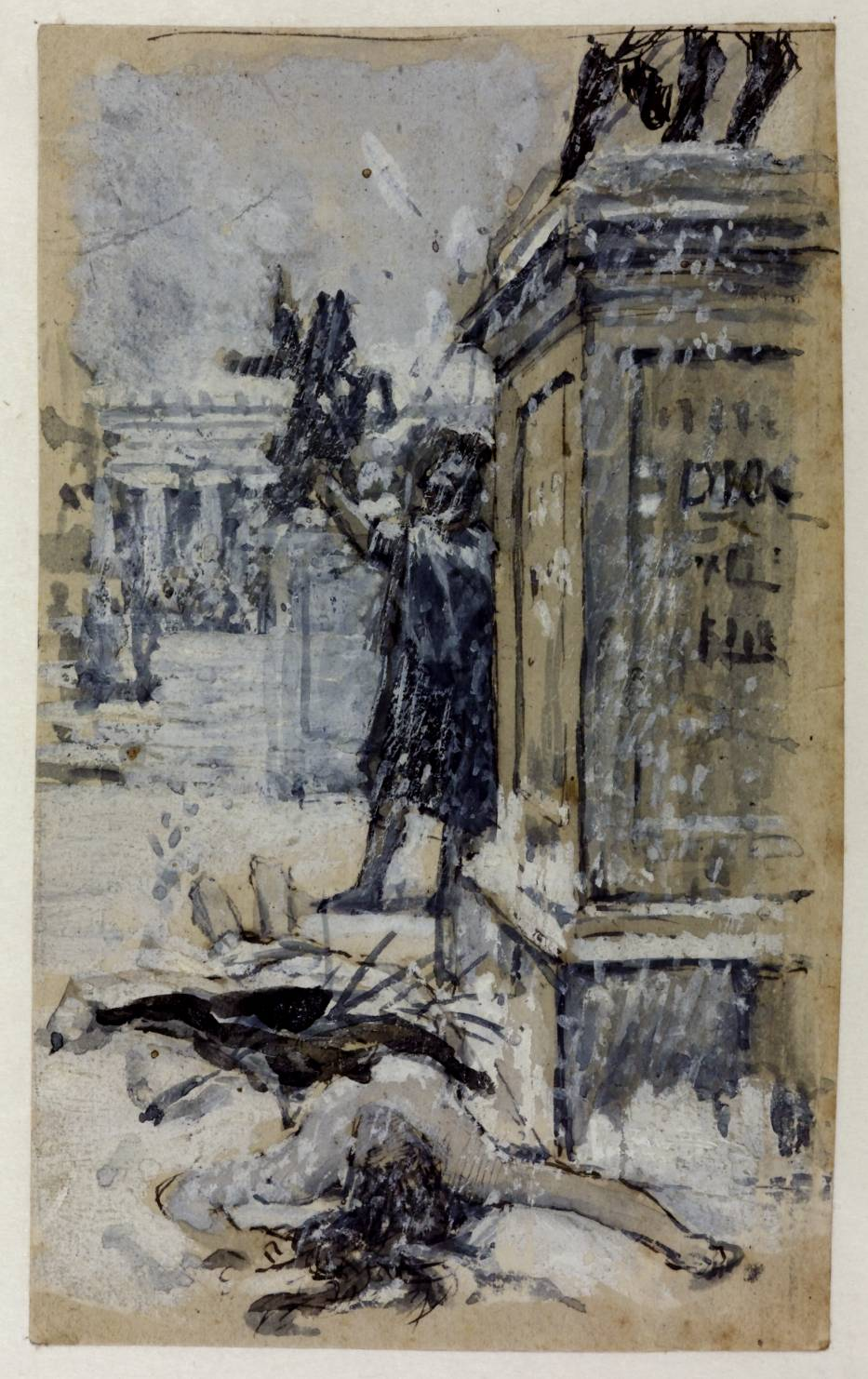
Estudio para Santa Eulalia.

Santa Eulalia (en el original inglés, Saint Eulalia) es una pintura al óleo de estilo prerrafaelita de John William Waterhouse completada en 1882. El lienzo representa en una simple escena final la muerte en martirio de la joven Eulalia en Mérida, España. Se encuentra en actualmente en la Tate Britain de Londres.

## Historia
Waterhouse sigue bastante la descripción del  martirio de la joven de 12 años del poeta español Prudencio (348-410). Eulalia 
fue martirizada en el año 304 en Augusta Emerita, entonces bajo el dominio de Roma por negarse a hacer sacrificios a los dioses romanos. Era la época en la que el emperador Diocleciano había emitido un decreto  que prohibía a los cristianos dar culto a Jesucristo y obligaba a adorar únicamente a los dioses romanos.
El método de su muerte fue terrible, dos verdugos la rasgaron el cuerpo con ganchos de hierro, luego la azotaron y aplicaron antorchas encendidas en los senos y los costados hasta que finalmente, cuando el fuego alcanzó su pelo, se extendió por su cuerpo y  murió quemada. Las personas que presenciaron su muerte vieron que de su boca salía una blanca paloma que se dirigía al cielo, como si fuese el alma de Eulalia dirigiéndose hacia Dios. Los verdugos, al contemplar la escena, huyeron despavoridos, más cuando empezó a caer una milagrosa nieve que ayudó a a conservar su cadáver hasta que posteriormente, se llevaron su cuerpo para enterrarla en una sepultura sobre la que se construiría la iglesia martirial de Santa Eulalia de Mérida.

## Composición
Dadas las terribles circunstancias de su muerte, y la tierna edad de Eulalia, Waterhouse demuestra poca preocupación por el realismo. Aunque la acción se sitúa en el foro de Augusta Emerita, lo transfiere al foro en Roma. El cuerpo de Eulalia parece totalmente ileso, sus senos expuestos y su cabello suelto, lo que la dan una apariencia seductora más que patética, sin plasmar las crueles heridas y quemaduras del cuerpo original, probablemente por no ser del gusto de la época. Aunque hay nieve cayendo y en el suelo, su cuerpo está descubierto. También incluye una cruz de madera a la derecha de la composición, lo que implica que el martirio fuera por crucifixión.
La composición es muy atrevida, siendo una de las pinturas al óleo más inusuales y, en consecuencia, más llamativas de Waterhouse. El cadáver está dramáticamente escorzado, y la nieve contrasta con el cuerpo desnudo de Eulalia que parece singularmente fuera de lugar para una pintura de Waterhouse. Arriesga ubicando el cadáver al frente y deja bastante vacío el espacio central, pero funciona, colocando los personajes al fondo, a una cierta distancia, haciendo concentrar la mirada del espectador en el cuerpo semidesnudo. La desnudez también fue innovadora para Waterhouse, algo que le podría haber expuesto al criticismo de la sociedad, pero un manejo sensible del tema, la juventud de la santa y el contexto histórico de la pintura le permitieron escapar de la mordacidad de los críticos. El ojo también se dirige a la niña asesinada por el ángulo de la lanza del soldado romano, que conduce a las cuerdas que la habían atado a la madera.